# Liste des maires d'Auvers-sur-Oise
Cet article est une liste exhaustive des maires d'Auvers-sur-Oise depuis la Révolution française.
| Période                                  | Période | Identité             | Étiquette | Qualité                   |
| ---------------------------------------- | ------- | -------------------- | --------- | ------------------------- |
| 2014                                     |         | Isabelle Mézières    | DVD       |                           |
| 1989                                     | 2014    | Jean-Pierre Béquet   | PS        | Économiste, ancien député |
| 1977                                     | 1989    | Serge Caffin         |           |                           |
| 1959                                     | 1977    | Marcel Benais        |           |                           |
| 1945                                     | 1959    | Eugène Aubert        |           |                           |
| 1935                                     | 1945    | Henry Maurage        |           |                           |
| 1925                                     | 1935    | Gustave Vavasseur    |           |                           |
| 1919                                     | 1925    | Optat Goussu         |           |                           |
| 1912                                     | 1919    | Georges Finet        |           |                           |
| 1908                                     | 1912    | Eugène Fauquert      |           |                           |
| 1907                                     | 1908    | Optat Goussu         |           |                           |
| 1892                                     | 1907    | Albert Vavasseur     |           |                           |
| 1886                                     | 1892    | Albert Caffin        |           |                           |
| 1884                                     | 1886    | Alphonse Callé       |           |                           |
| 1881                                     | 1884    | L. Julien            |           |                           |
| 1878                                     | 1881    | Alphonse Callé       |           |                           |
| 1871                                     | 1878    | Alphonse Chéron      |           |                           |
| 1868                                     | 1871    | Pierre Callé         |           |                           |
| 1852                                     | 1868    | Henri Chéron         |           |                           |
| 1850                                     | 1852    | Nicolas Romaru       |           |                           |
| 1834                                     | 1850    | Henri Chéron         |           |                           |
| 1829                                     | 1834    | Antoine Oriot        |           |                           |
| 1825                                     | 1829    | Henri Chéron         |           |                           |
| 1819                                     | 1825    | Isaac Oriot          |           |                           |
| 1816                                     | 1819    | Louis-Philippe Rouzé |           |                           |
| 1813                                     | 1816    | Claude Simon Mesny   |           |                           |
| 1808                                     | 1813    | Aimable Guérin       |           |                           |
| 1805                                     | 1808    | Jean-Louis Belargent |           |                           |
| 1800                                     | 1805    | Louis Claude Chéron  |           |                           |
| 1795                                     | 1800    | Pierre Crucy         |           |                           |
| 1792                                     | 1795    | L. Postolle          |           |                           |
| 1791                                     | 1792    | Antoine Garrot       |           |                           |
| 1790                                     | 1791    | Simon Boucher        |           |                           |
| Les données manquantes sont à compléter. |         |                      |           |                           |

## Compléments